# Trophée des Alpilles 2013
Il Trophée des Alpilles 2013 è stato un torneo di tennis facente parte della categoria ATP Challenger Tour nell'ambito dell'ATP Challenger Tour 2013. È stata la 5ª edizione del torneo che si è giocata a Saint-Rémy-de-Provence in Francia dal 2 all'8 settembre 2013 su campi in cemento e aveva un montepremi di €42,500.

## Partecipanti singolare

### Teste di serie
| Nazionalità | Giocatore          | Ranking* | Testa di serie |
| ----------- | ------------------ | -------- | -------------- |
| Francia     | Kenny de Schepper  | 69       | 1              |
| Slovacchia  | Lukáš Lacko        | 84       | 2              |
| Francia     | Paul-Henri Mathieu | 107      | 3              |
| Polonia     | Michał Przysiężny  | 108      | 4              |
| Francia     | Marc Gicquel       | 119      | 5              |
| Italia      | Matteo Viola       | 138      | 6              |
| Kazakistan  | Andrej Golubev     | 141      | 7              |
| Italia      | Flavio Cipolla     | 158      | 8              |

- Ranking al 26 agosto 2013.

### Altri partecipanti
Giocatori che hanno ricevuto una wild card:
- Martin Vaisse
- Enzo Couacaud
- Maxime Chazal
- Konstantin Kravčuk

Giocatori che sono passati dalle qualificazioni:
- Denis Matsukevich
- David Rice
- Yannick Jankovits
- Purav Raja
- Marcelo Demoliner (lucky loser)

## Vincitori

### Singolare
Marc Gicquel ha battuto in finale  Matteo Viola con il punteggio di 6–4, 6–3

### Doppio
Pierre-Hugues Herbert /  Albano Olivetti hanno battuto in finale  Marc Gicquel /  Josselin Ouanna con il punteggio di 6–3, 6(5)–7, [15–13]